# Immaculate Fools

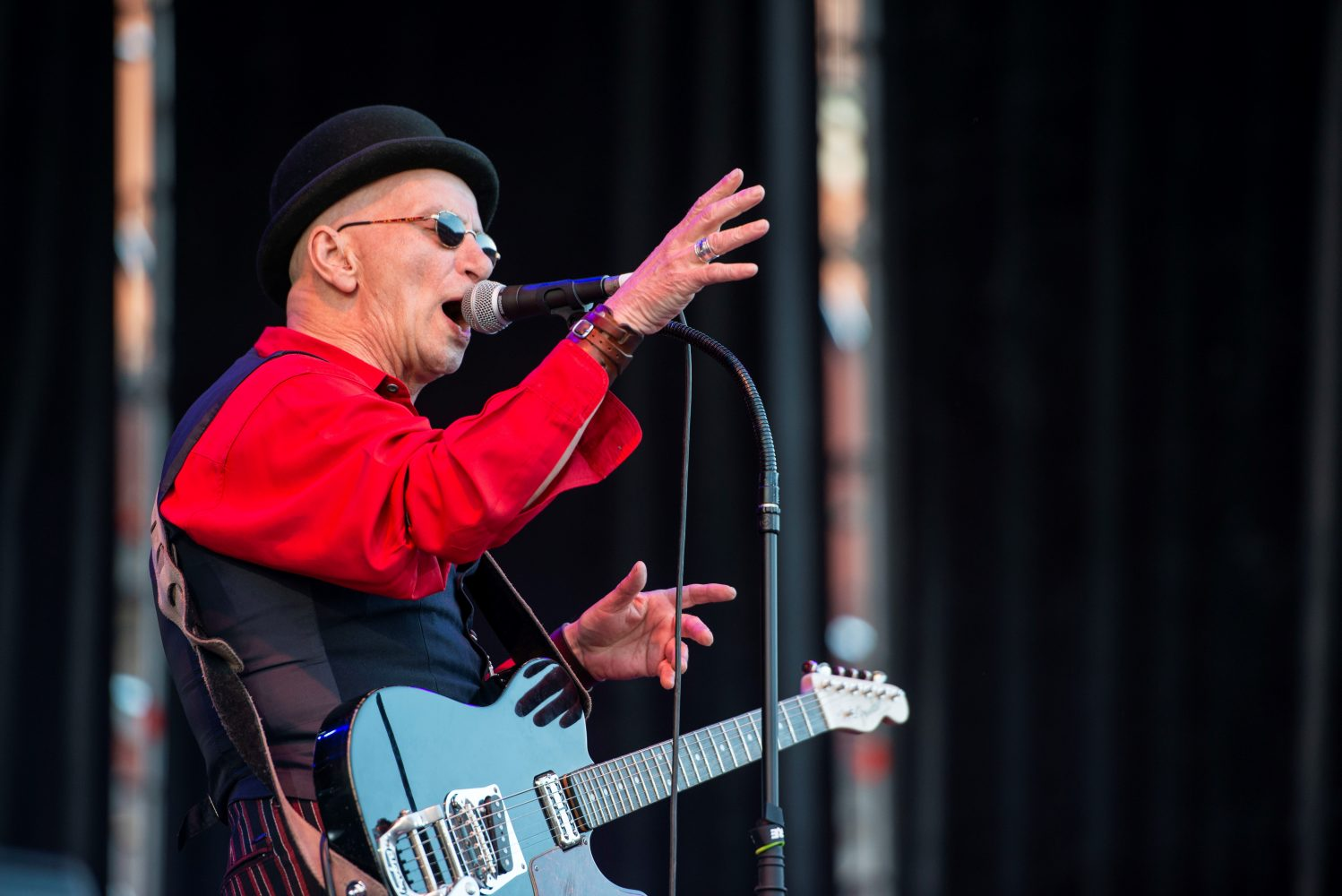
Kevin Weatherill (2018).

Die Immaculate Fools sind eine britische Alternative-Rock-Band aus Kent.

## Bandgeschichte
Gegründet wurde die Gruppe im Herbst 1983 von den Brüderpaaren Kevin Weatherill (Lead-Gesang, Gitarre), Paul Weatherill (Bass), Peter Ross (Schlagzeug) und Andy Ross (Gitarre und Keyboard) in Kent/England und 1984 auf einem ihrer Pub-Gigs von Tim Robinson entdeckt. Im September 1984 veröffentlichten die Fools ihre erste Single, den Song „Nothing Means Nothing“ und kamen unter die Top 75 der Singlecharts. Zum Jahreswechsel 1984/1985 folgte dann ihr Debütalbum „Hearts Of Fortune“, das mit dem Titeltrack gleich einen Top-40 Hit in Großbritannien enthielt, unterstützt durch den erfolgreichen Auftritt der Fools beim Channel 4's Euro Tube Song Contest. Die Single „Immaculate Fools“ erreichte die Top-60, gefolgt von der vierten ausgekoppelten Single „Save it“. Nach einer erfolgreichen Tournee, wobei die spanische Tournee wegen des Zusammenbruchs des Leadsingers auf der Bühne aufgrund einer Bauchspeicheldrüsenentzündung für 6 Monate unterbrochen werden musste, was von der Musikpresse als Drogenunfall interpretiert wurde, erschien das von Kritikern hoch gelobte (u. a. fünf Sterne im renommierten Sounds-Magazine) zweite Album „Dumb Poet“ mit den drei Singles „Never Give Less Than Anything“, „Wish You Were Here“ und „Tragic Comedy“. Letzterer, im Stile der Psychedelic Furs komponierte, Song war ein kleinerer Hit im College Radio. In Folge tourte die Band mit Bob Dylan, Iggy Pop, den Simple Minds, den Stranglers sowie den Rolling Stones.
Vor dem geplanten Abstecher der Dumb-Poet-Tour an die US-Ostküste verließ Andy Ross die Band und wurde für den Rest der Tour durch Brian Betts (Gitarre und Mandoline) ersetzt werden. Im weiteren Verlauf verloren die Fools aufgrund von Strukturänderungen bei A&M in der laufenden Tour ihren Plattenvertrag und damit den Finanzier der Tour. 
Mit Barry Wickens (Violine, Dulcimer, Akustikgitarre und Akkordeon) stieß in der laufenden Tournee ein weiteres Multitalent zur Band, das den folgenden Sound der Fools entscheidend prägen sollte. 1989 kehrten die Fools von der Tournee nach England zurück und begannen nach einer erneuten Zwangspause aufgrund gesundheitlicher Probleme des Leadsängers mit den Aufnahmen zum dritten Album, nachdem auch Peter Ross ausgestiegen war, mit den neuen Bandmitgliedern Paul Skidmore (Schlagzeug) und Ian Devlin (Keyboards). „Another Man’s World“ mit den drei Singles „Sad“, „The Prince“ und „Falling Apart Together“ gilt für viele Kritiker als das beste Album der Immaculate Fools und als Meilenstein der Folk-/Rock-/Alternative-Musik. In Großbritannien eher unbeachtet, wurde es in Spanien mit Gold ausgezeichnet.
Auch die drei Folgealben zeigten, dass die Fools mit ihrer Mischung aus Pop, keltischem Folk und Alternative Rock eher in Deutschland und vor allem in Spanien, wo sie seit den 90er Jahren Superstar-Status erreichten, erfolgreich waren. Die große Akzeptanz in Spanien war unter anderem auch der Anlass, warum die Band das Ende der 1980er Jahre das in London aufgebaute Tonstudio aufgab und sich Anfang der 1990er Jahre in Katalonien niederließ, um ihr Studio im Wohnhaus einzurichten.
Auf dem 1992 erschienenen Album „The Toy Shop“ dominiert neben folkigen Klängen gitarrenlastiger Indie-Rock. Mit Keyboarder Ian Devlin hatte die Fools zuvor erneut ein Bandmitglied verlassen. Im Anschluss an die Album-Veröffentlichung ging die Band als Support von Ron Wood erneut auf Amerika-Tour. Zu der im amerikanischen College-Radio sehr erfolgreichen Single-Auskopplung „Stand Down“ wurde von Sam Beyer, dem Regisseur des Clips „Smells Like Teen Spirit“ von Nirvana, ein Video produziert. Erneut wurden den Fools während einer laufenden Tournee der Plattenvertrag gekündigt.
1994 erschien das überwiegend mit akustischen Instrumenten im Woodhouse-Studio in Spanien aufgenommene Album „Woodhouse“ (1995 Neuauflage bei Cooking Vinyl), wobei Nick Thomas den ausgestiegenen Schlagzeuger Paul Skidmore ersetzte. Neben ausschließlich von Kevin Weatherill komponierten Songs enthielt das Album auch erstmals zwei Coverversionen, nämlich den Beatles-Song „Rain“ und den Nick-Cave-Klassiker „The Ship Song“. Zwei Jahre später nahmen die Immaculate Fools ihr sechstes und letztes Album auf. Im starken Gegensatz zum harmonisch und folkig-akustischen Vorgängeralbum bestand „Kiss And Punch“, so der Albumtitel und Titel der einzigen Singleauskopplung, aus elektrisch-rockigen und sperrig arrangierten Songs. Nach einer erfolgreichen Deutschland-Tournee erklärte Kevin Weatherill 1997 seinen Austritt aus der Band. Er wollte sich von nun an als Solo-Künstler seinen musikalischen Wurzeln, dem Blues widmen. Nach dem Ausstieg Weatherills lösten sich die originalen Immaculate Fools auf.
2015 veröffentlichte Kevin Weatherill unter dem alten Band-Namen Immaculate Fools aber mit komplett neuer Besetzung das Album „Turn The Whole World Down“, das ausschließlich akustisch arrangierte Songs aus der Ära bis 1997 enthält. Im Juli 2016 verkündete er den Ausstieg aus der neu formierten Band.
Im April 2017 veröffentlichte Weatherill unter dem Namen Immaculate Fools aber erneut mit anderen Bandmitgliedern das Album „Keep the blade sharp“.
Ende 2020 erschien mit „Stardust and Water“ ein weiteres Album der neuen Immaculate Fools, bei dem jedoch mit Andy Ross ein weiteres Mitglied der Originalbesetzung mitgewirkt hat.

## Solo-Projekte des Sängers
1998 nahm Kevin Weatherill unter dem Pseudonym Dirty Ray das stark blues-lastige Album „Primitive“ auf. „Primitive“ war bis 2010 das einzige Solo-Werk des beständig tourenden Songwriters, der bei seinen Auftritten, die überwiegend in Spanien stattfinden, auch weiterhin Songs der Immaculate Fools spielt. 2010 erschien das zweite, wieder stärker an den Stil der Immaculate Fools angelehnte, Soloalbum „Big World For A Little Man“, welches Dirty Ray durch kleinere Auftritte, die nun erstmals auch wieder in seiner Heimat in England stattfinden, einem größeren Publikum bekannt macht.
2013 erschien die dritte CD von Kevin Weatherill mit dem Titel „A man like this“ in Kollaboration mit Musikerin Linda Lamb. Diese erschien unter dem Namen „Weatherill and Lamb“.
Kevin Weatherill ist musikalisch sowohl unter dem Pseudonym Dirty Ray als auch unter dem Bandnamen Immaculate Fools mit Schwerpunkt in Spanien tätig.

## Diskografie
Alben
- 1985: Hearts Of Fortune (A&M Records)
- 1987: Dumb Poet (A&M Records)
- 1990: Another Man’s World (Discos CBS)
- 1992: The Toy Shop (Columbia/Sony)
- 1994: Woodhouse (Magic Sponge R./1995, Cooking Vinyl)
- 1996: Kiss And Punch (Cooking Vinyl)
- 2015: Turn The Whole World Down
- 2017: Keep The Blade Sharp
- 2020: Stardust And Water
- 2020: Searching For Sparks complete Box-Set era 1985 – 1996 (Cherry Red Records Ltd.)